# بروس مالموت
بروس مالموت (به انگلیسی: Bruce Malmuth) (زاده: ۴ فوریه، ۱۹۳۴ - درگذشته: ۲۹ ژوئن ۲۰۰۵). یک فیلمساز و بازیگر آمریکایی تبار بود، که بیشتر در ژانر فیلم اکشن فعالیت می‌کرد. بروس فیلم شاهین‌های شب (۱۹۸۱)، مردی که آنجا نبود (۱۹۸۳)، سخت‌کش (۱۹۹۰) و مسابقات پنجگانه (۱۹۹۴) را نیز کارگردانی کرده‌است

## بازیگری
| سال  | عنوان                  | نقش          | یادداشت |
| ---- | ---------------------- | ------------ | ------- |
| ۱۹۸۳ | مردی که آنجا نبود      | سنگ‌شکن       |         |
| ۱۹۸۴ | بچه کاراته‌کار          | خواننده      |         |
| ۱۹۸۶ | بچه کاراته‌کا، قسمت دوم | خواننده      |         |
| ۱۹۸۶ | بچه‌ها کجا هستند؟       | صاحب رستوران |         |
| ۱۹۸۷ | سال نو مبارک           | ستوان پلیس   |         |
| ۱۹۸۹ | به من تکیه کن          | مدیر برگر    |         |
| ۱۹۹۴ | مسابقات پنجگانه        | ارهارت       |         |